# Simón de Cirene

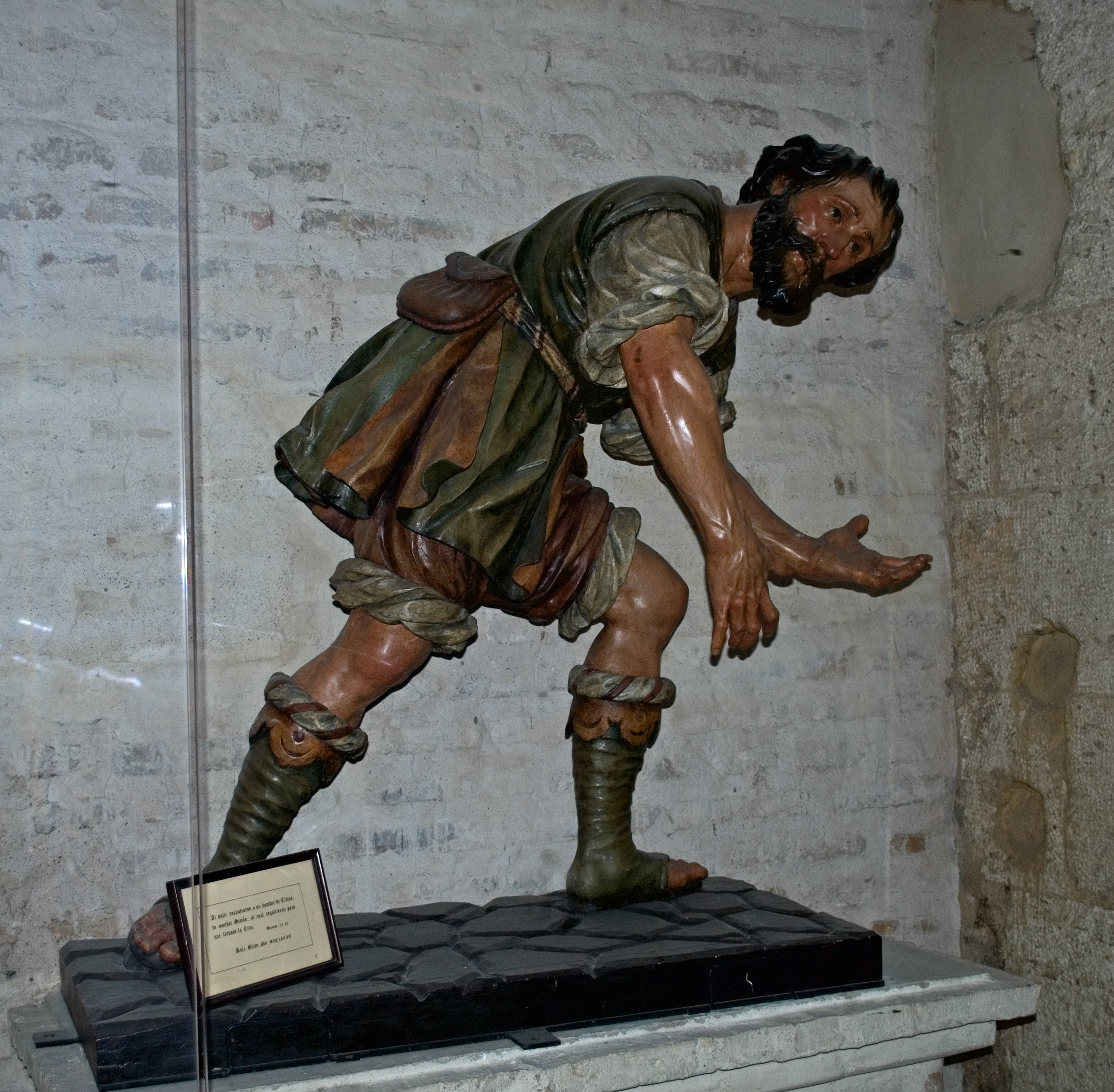
Escultura del Cirineo en la Iglesia de San Isidoro de Sevilla, original de Francisco Ruiz Gijón.

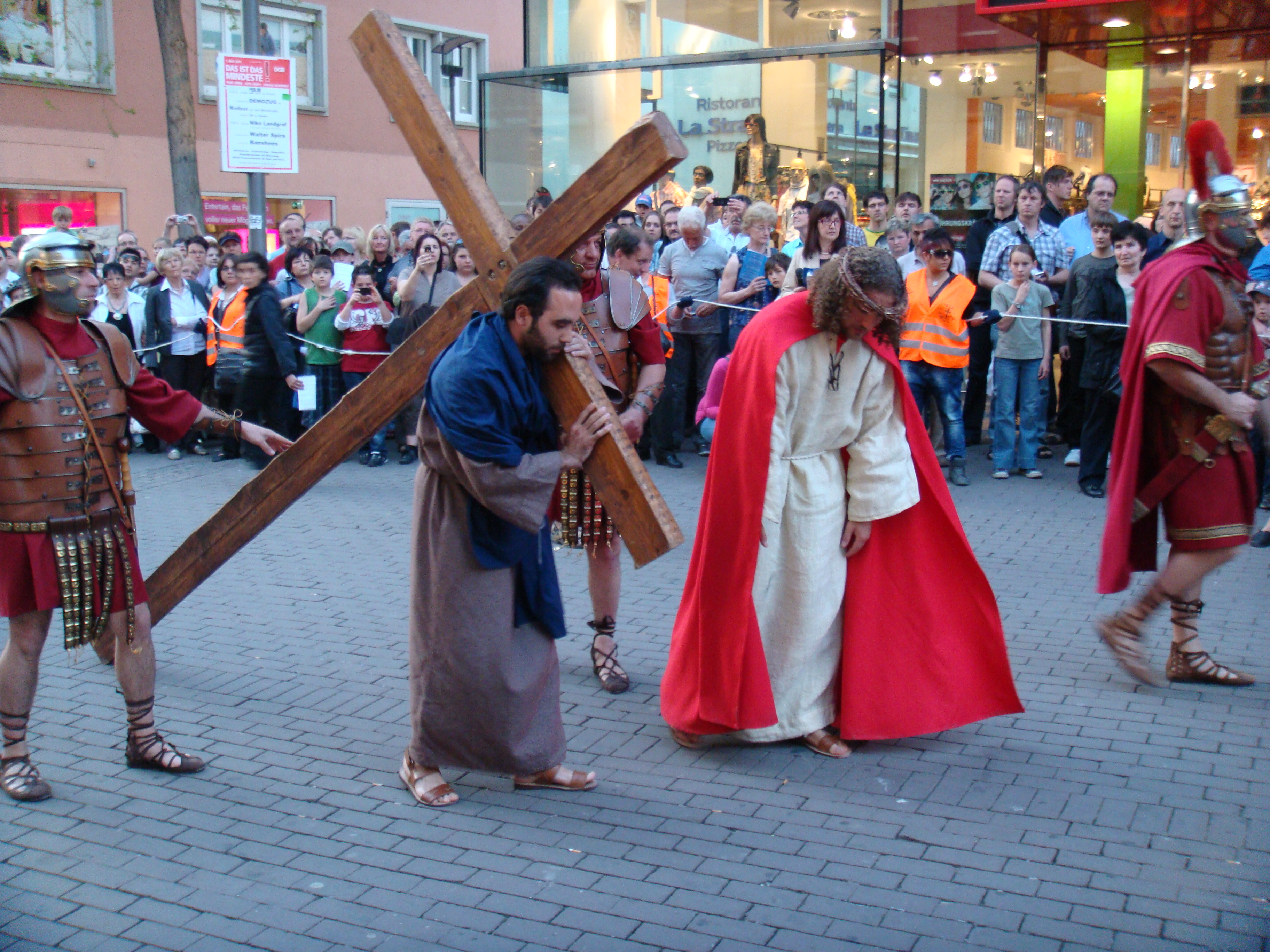
Simón de Cirene, Ulm, Semana Santa 2011

San Simón de Cirene o el Cireneo fue, según los evangelios de Marcos, Mateo y Lucas, la persona que ayuda a cargar con la cruz de Jesús hasta el Gólgota, donde luego sería crucificado. Se dice que "venía del campo", y en el evangelio de Marcos se hace referencia a él como "padre de Alejandro y de Rufo". No hay ningún dato más acerca de él en el Nuevo Testamento.
Su ciudad de origen, Cirene, estaba situada en el norte de África. Según la tradición, sus hijos Rufo y Alejandro se hicieron misioneros. El hecho de que se mencionen sus nombres sugiere que pudo tratarse de personajes relevantes en el cristianismo primitivo. 
Simón de Cirene no está canonizado oficialmente en el santoral y martirologio romano católico, pero en la piedad popular se lo considera santo por los méritos de ayudar al Mesías a cargar la cruz. En la Iglesia Ortodoxa y la Iglesia Ortodoxa Griega sí es considerado santo y se celebra su memoria el 1º de diciembre. Se asegura en los evangelios apócrifos que él se convirtió y se hizo discípulo de los apóstoles; en la tradición posterior, este santo no pasó desapercibido, al ser quien ayudara a Jesús a cargar el madero de la cruz al Gólgota, tarea que, sin duda, traería su conversión y su santidad.